# Autechaux
Autechaux ist eine französische Gemeinde mit 431 Einwohnern (Stand: 1. Januar 2022) im Département Doubs in der Region Bourgogne-Franche-Comté.

## Geographie
Autechaux liegt auf 430 m, vier Kilometer nordöstlich von Baume-les-Dames und etwa 32 Kilometer ostnordöstlich der Stadt Besançon (Luftlinie). Das Dorf erstreckt sich in der gewellten Landschaft zwischen den Flusstälern von Doubs und Ognon, am südlichen Rand des Hochplateaus Les Mondrevaux, am Nordfuß des Framont.
Die Fläche des 6,59 km² großen Gemeindegebiets umfasst einen Abschnitt in den äußersten nordwestlichen Höhenzügen des Juras. Der Hauptteil des Gebietes wird von einem Plateau eingenommen, das durchschnittlich auf 420 m liegt. Es ist vorwiegend mit Acker- und Wiesland bestanden, zeigt aber auch einige größere Waldflächen, insbesondere im Nordosten. Flankiert wird das Plateau auf seiner Südseite vom Höhenrücken des Framont, der es vom angrenzenden Doubstal trennt und sich nach Osten in der Höhe von La Plaine Fin fortsetzt. Auf der überwiegend bewaldeten Höhe wird mit 505 m die höchste Erhebung von Autechaux erreicht. Auf dem gesamten Areal gibt es keine oberirdischen Fließgewässer, weil das Niederschlagswasser im verkarsteten Untergrund versickert. Zu den Karsterscheinungen der Region zählt die Höhle Trou de la Roche.
Zu Autechaux gehören neben dem eigentlichen Ort auch die Siedlungen:
- La Tuilerie (435 m) an der Straßenkreuzung am Nordfuß des Framont
- La Plaine Fin (460 m) in einer Talmulde am Rand des Plateaus

Nachbargemeinden von Autechaux sind Vergranne im Norden, Voillans im Osten, Baume-les-Dames im Süden sowie Luxiol und Verne im Westen.

## Geschichte
Im Mittelalter gehörte Autechaux zum Herrschaftsgebiet von Clerval, das seit dem 14. Jahrhundert unter der Oberhoheit der Grafen von Montbéliard stand. Unter ihrer Herrschaft wurde die Reformation eingeführt. 
Zusammen mit der Franche-Comté gelangte das Dorf mit dem Frieden von Nimwegen 1678 definitiv an Frankreich. Das vorher selbständige La Vreville wurde 1806 mit Autechaux fusioniert. Heute ist Autechaux Teil des Gemeindeverbandes Doubs Baumois.

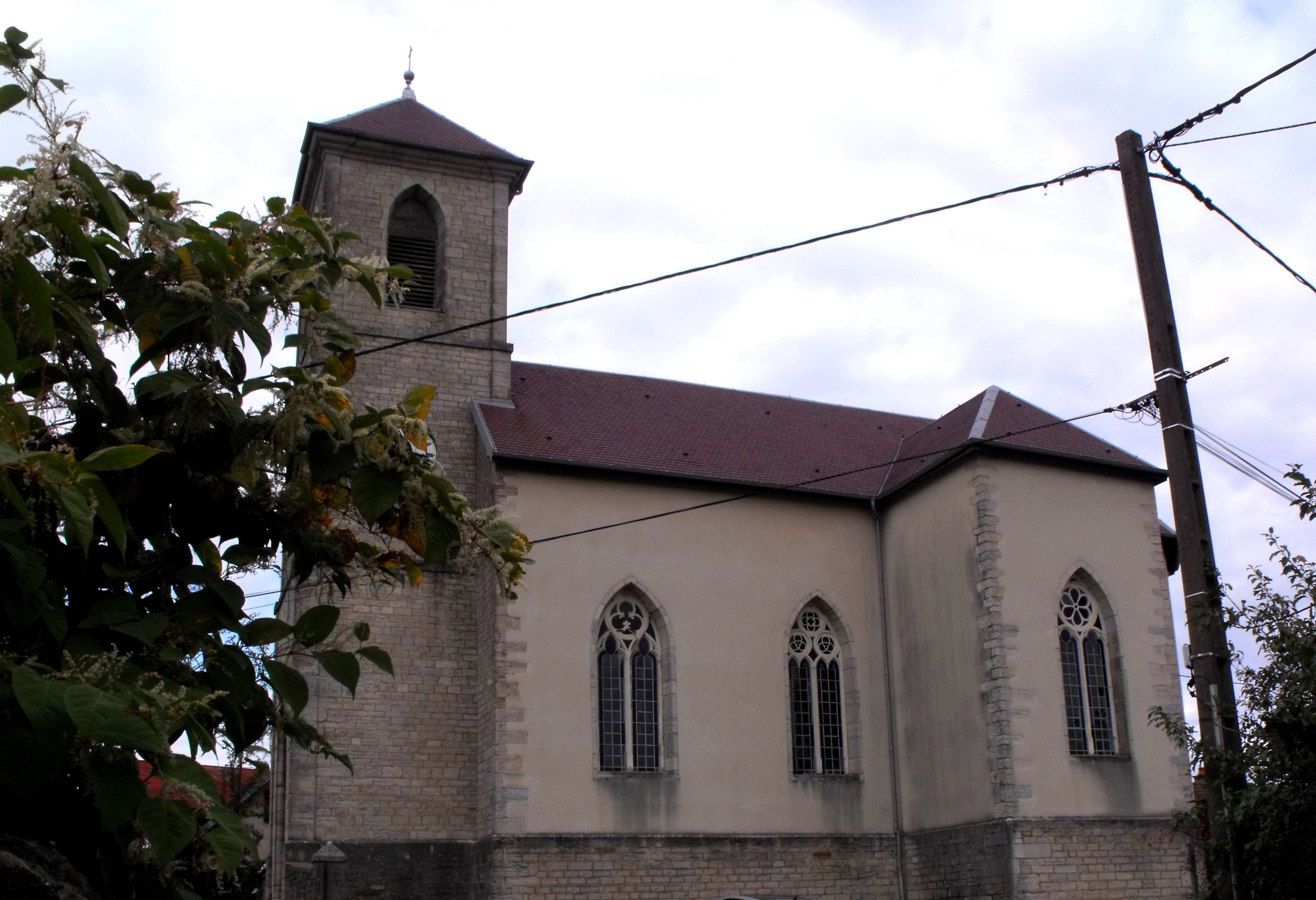
Kirche Saint-Germain

## Sehenswürdigkeiten
- katholische Kirche Saint-Germain

## Bevölkerung
| Jahr                       | 1962 | 1968 | 1975 | 1982 | 1990 | 1999 | 2006 | 2016 |
| Einwohner                  | 126  | 136  | 170  | 204  | 255  | 265  | 350  | 416  |
| Quellen: Cassini und INSEE |      |      |      |      |      |      |      |      |

Mit 431 Einwohnern (1. Januar 2022) gehört Autechaux zu den kleinen Gemeinden des Départements Doubs. Nachdem die Einwohnerzahl in der ersten Hälfte des 20. Jahrhunderts abgenommen hatte (1891 wurden noch 192 Personen gezählt), wurde seit Beginn der 1970er Jahre ein markantes Bevölkerungswachstum verzeichnet. Seither hat sich die Einwohnerzahl fast verdreifacht.

## Wirtschaft und Infrastruktur
Autechaux war bis weit ins 20. Jahrhundert hinein ein vorwiegend durch die Landwirtschaft (Ackerbau, Obstbau und Viehzucht) und die Forstwirtschaft geprägtes Dorf. Daneben gibt es im alten Ortskern einige Betriebe des lokalen Kleingewerbes. Autechaux profitiert heute vom nahen Autobahnanschluss. Seit 1992 wurde nordwestlich des Dorfes die Gewerbe- und Industriezone Europolys geschaffen, die mittlerweile eine Fläche von rund 15 Hektaren bedeckt. Hier haben sich Unternehmen der Kunststoffindustrie, Präzisionsmechanik und Metallverarbeitung sowie Logistikfirmen niedergelassen. Eine weitere Vergrößerung der Industriezone ist geplant.
Die Ortschaft ist verkehrstechnisch gut erschlossen. Sie liegt an der Hauptstraße D50, die von Baume-les-Dames nach Villersexel führt. Der nächste Anschluss an die Autobahn A36, welche das Gemeindegebiet durchquert, befindet sich in einer Entfernung von ungefähr zwei Kilometern. Weitere Straßenverbindungen bestehen mit Clerval, Luxiol, Verne und Vergranne.